# Дездемона (спътник)
Вижте пояснителната страница за други значения на Дездемона.
Дездемона е естествен спътник на Уран, носещ името на жената на Отело в едноименната пиеса на Шекспир. Открит е на 13 януари 1986 г. на снимки, заснети от Вояджър 2. Предварителното означение на тялото е S/1986 U 6, като се използва и името Уран 10.
Известно е ограничено количество информация за спътника, главно относно орбитата и размерите му.
Виж още: астероидът 666 Дездемона.